# Carex atroviridis
Espèce
Classification phylogénétique
Carex atroviridis est une espèce de plantes du genre Carex et de la famille des Cyperaceae.